# Ludvíkov (Městečko Trnávka)
Ludvíkov (německy Ludwigsdorf) je malá vesnice, část obce Městečko Trnávka v okrese Svitavy. Nachází se asi 3 km na západ od Městečka Trnávky. V roce 2009 zde bylo evidováno 18 adres. V roce 2001 zde trvale žilo 19 obyvatel.
Ludvíkov leží v katastrálním území Pacov u Moravské Třebové o výměře 5,14 km2.

## Galerie

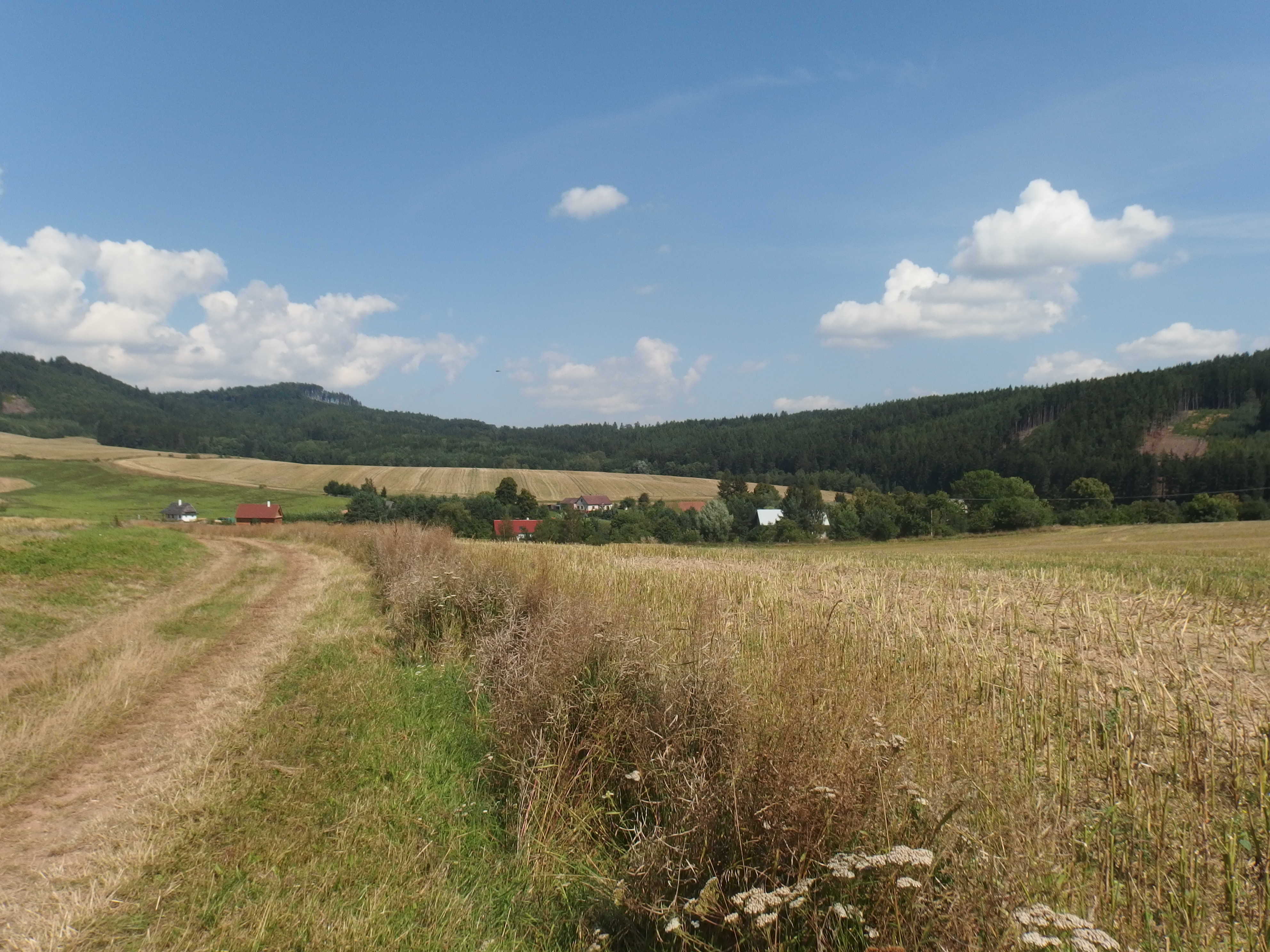
Celkový pohled
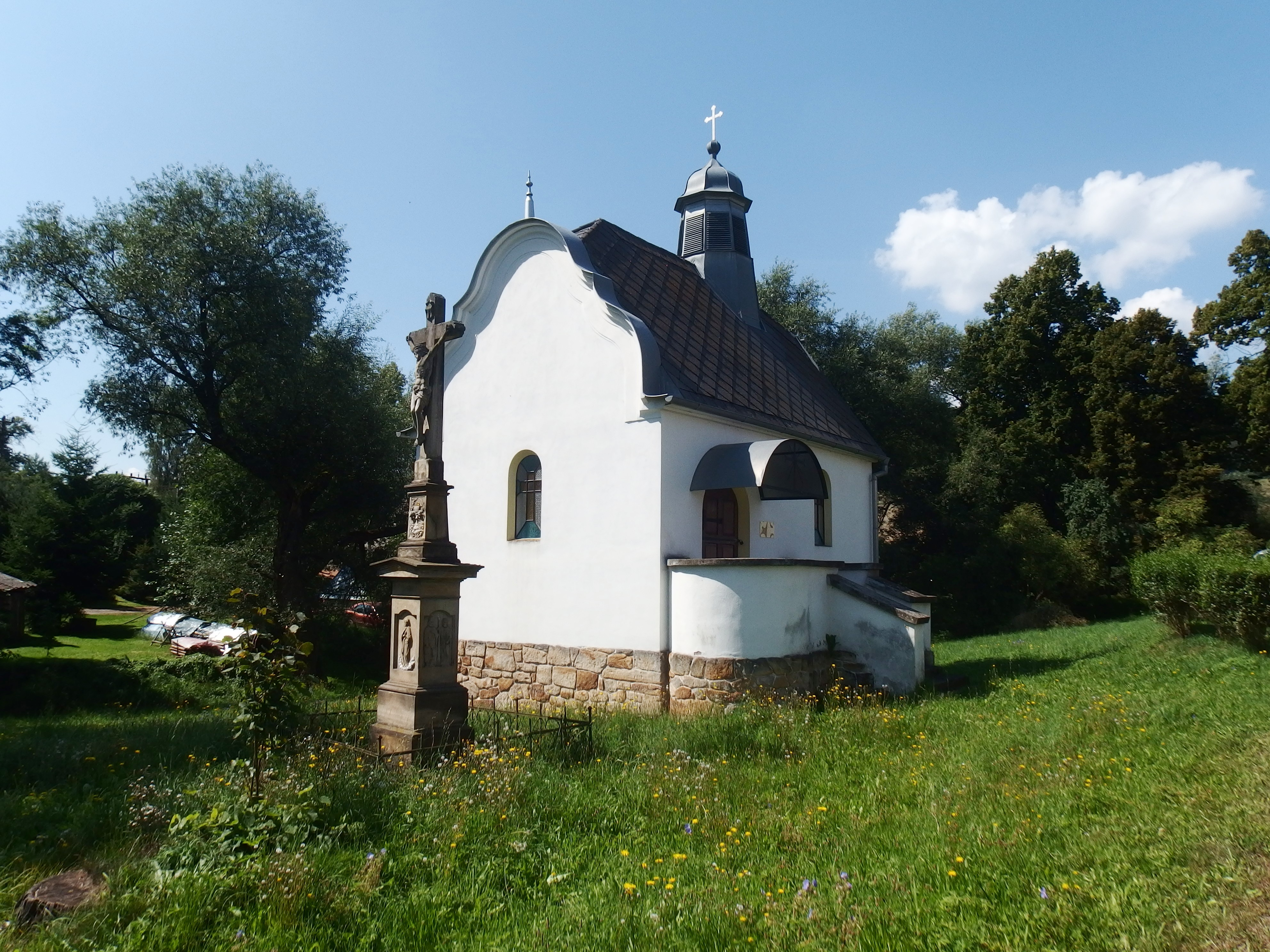
Kaple sv. Aloise z roku 1927
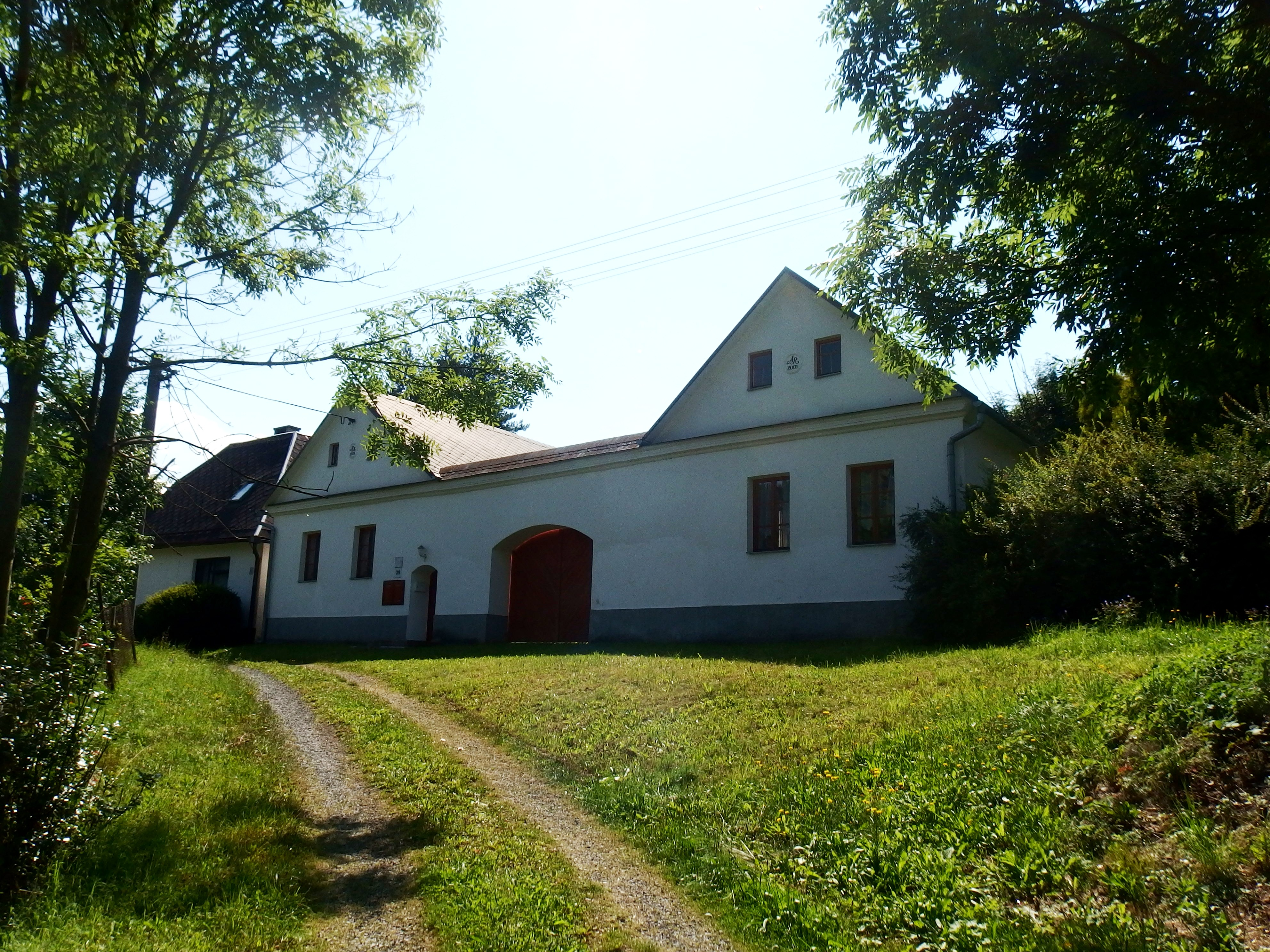
Typický statek
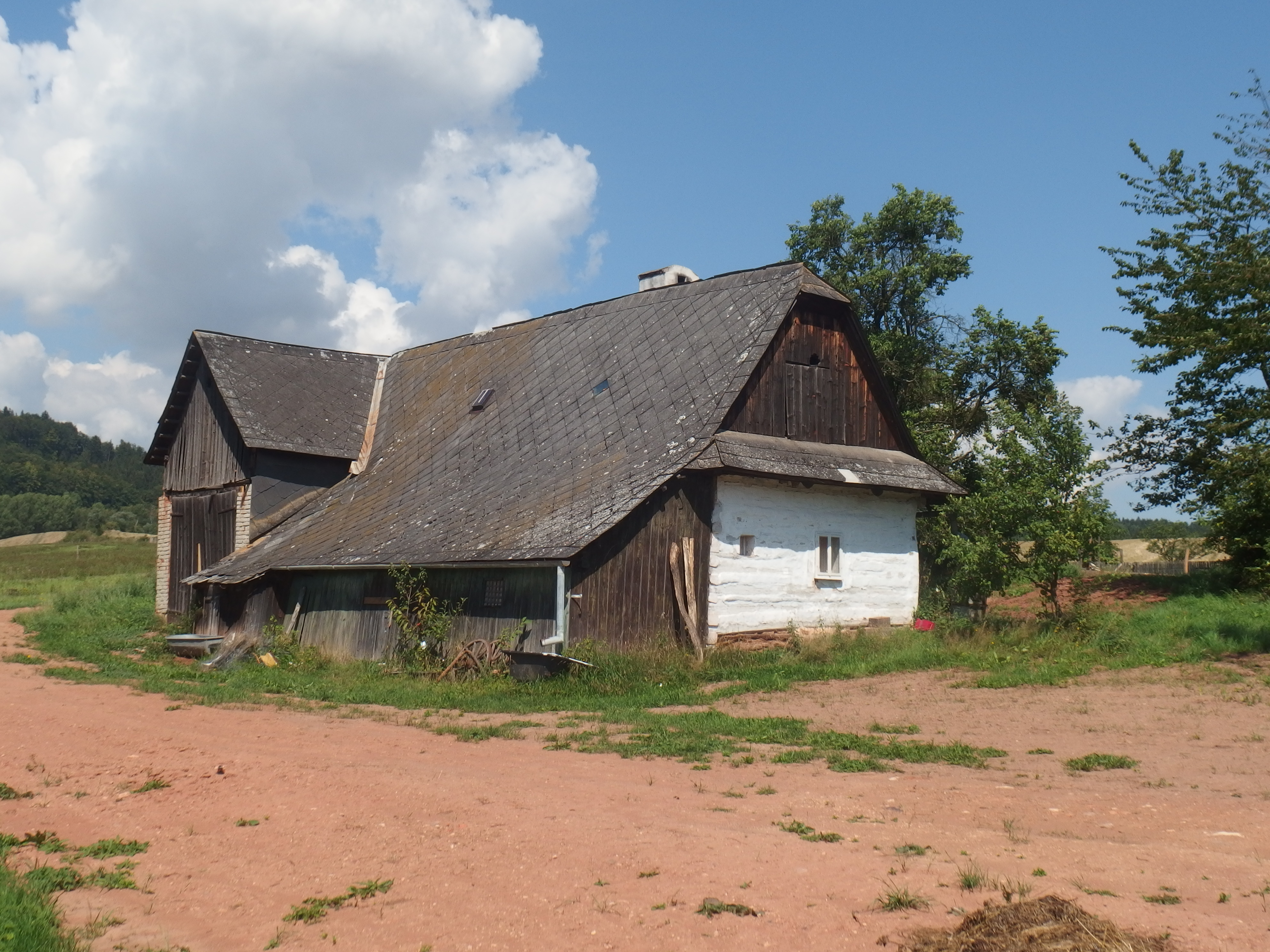
Usedlost č. p. 51